# Get Along Together
「Get Along Together」（ゲット・アロング・トゥゲザー）は山根康広の1枚目・2枚目のシングル。発売元はPANAM。

## 概要
1991年冬、山根が結婚する友人のため、1週間で書き上げた。詞と曲が完成したのは結婚式の前夜であった。
1993年1月21日にデビュー・シングルとしてリリース。オリコン最高12位。同年、月9ドラマ『じゃじゃ馬ならし』の第8話等に挿入歌として使われ、9月6日にリメイク「Get Along Together -愛を贈りたいから-」（ゲット・アロング・トゥゲザー-あいをおくりたいから-）を、2枚目のシングルとしてリリース。ロングヒット。
タイトル曲「Get Along Together」では、中学校・高等学校の音楽の授業や合唱コンクールでもよく歌われ、卒業ソングとしても知られる。
本作は平阪佳久の自宅スタジオでレコーディング。演奏やコーラス、アレンジを平阪のバンド、ウインズが担当した。
オリコン最高5位。有線放送から火がつき、同年10月6日付の有線チャートでは1位を記録。第26回日本有線大賞最優秀新人賞、第35回日本レコード大賞最優秀新人賞受賞。本作で翌1994年の第45回NHK紅白歌合戦に出場。1994年夏までに150万枚を売上。1990年代前半にヒットしたバラード曲を集めたコンピレーション・アルバム『R35 Sweet J-Ballads』にも収録。
2010年7月29日にザ・プリンス パークタワー東京での市川海老蔵・小林麻央の結婚披露宴に招聘され披露。
リズム時計工業株式会社より販売されたからくり時計「スモールワールドエルフランドM」、メロディ時計「ロマン飛行」「ハミングロード709」に本作が収録されている。

## 収録曲
全曲共通　作詞・作曲：山根康広

### Get Along Together
1. Get Along Together （編曲：山根康広）
2. GOOD-BYE LOVE ROAD（編曲：山根康広・谷本成久）

### Get Along Together -愛を贈りたいから-
1. Get Along Together-愛を贈りたいから-（編曲：山根康広/ストリングスアレンジ：信田かずお）
2. おちこぼれのMERRY X'MAS（編曲：西本諭史/ストリングスアレンジ：信田かずお）

## 収録アルバム
- Get Along Together
  - オリジナル『BACK TO THE TIME』（1993年3月21日）
  - ベスト『THE MARK』（1997年11月21日）
  - ライブ『VERY BEST of THE LIVE Roll Over』（1999年3月18日）
  - ベスト『BLUE』（2004年4月21日）
  - ベスト『HELLO BABY!』（2008年3月26日）
  - ベスト『SUPER BEST』（2011年12月21日）
  - ベスト『20th ANNIVERSARY "ULTRA BEST ALBUM" 7,300days』（2014年1月8日）

- GOOD - BYE LOVE ROAD
  - オリジナル『BACK TO THE TIME』（1993年3月21日）
  - ベスト『THE MARK』（1997年11月21日）
  - ライブ『VERY BEST of THE LIVE Roll Over』（1999年3月18日）
  - ベスト『BLUE』（2004年4月21日)
  - ベスト『HELLO BABY!』（2008年3月26日）
  - ベスト『SUPER BEST』（2011年12月21日）
  - ベスト『20th ANNIVERSARY "ULTRA BEST ALBUM" 7,300days』（2014年1月8日）

- おちこぼれのMERRY X'MAS
  - オリジナル『BACK TO THE TIME』（1993年3月21日）

## カバー
- つるの剛士『つるのうたベスト』